# Consistoris del Papa Francesc

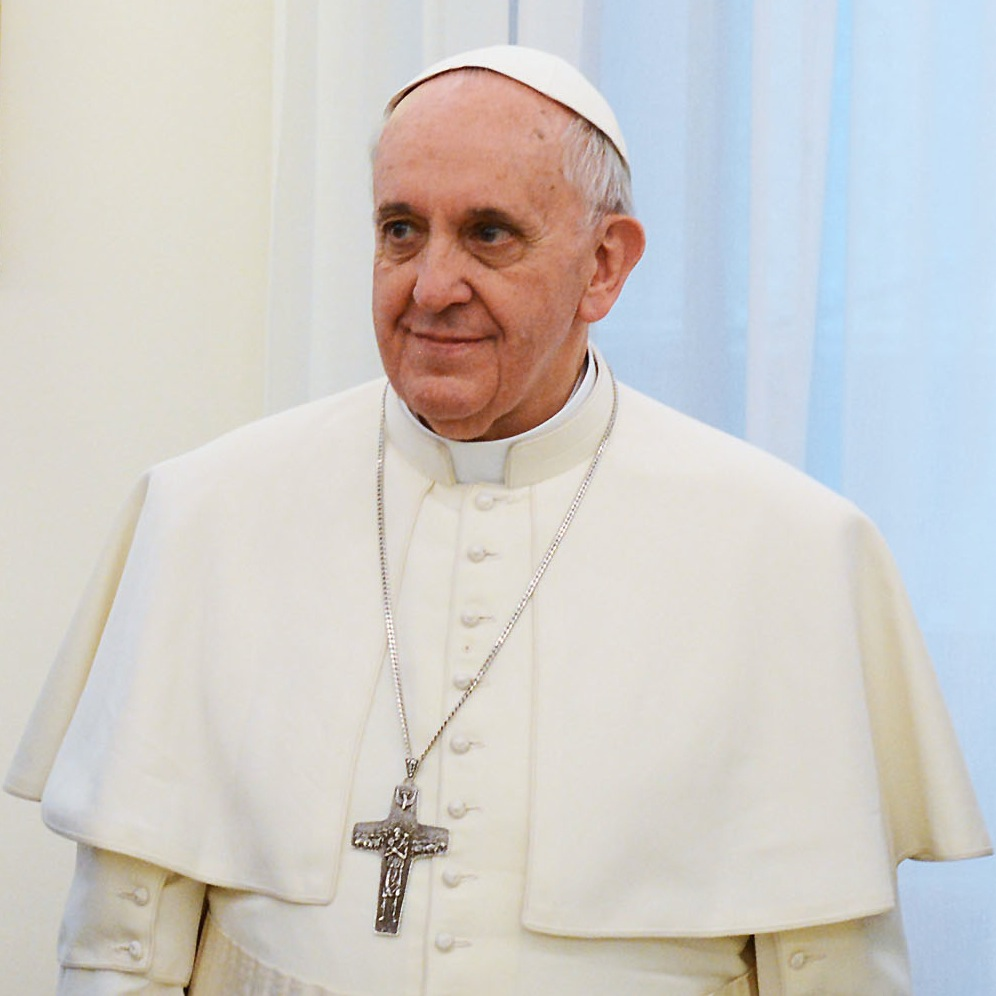
El Papa Francesc

Aquest article recull l'elenc complert dels consistoris ordinaris públics per la creació de nous cardenals presidits pel Papa Francesc, amb la indicació de tots els cardenals creats.

## 22 de febrer de 2014
El 22 de febrer de 2014, durant el seu primer consistori, Papa Francesc va crear dinou nous cardenals (setze electors i tres de més de vuitanta anys). Els setze nous purpurats són:
- Pietro Parolin, arquebisbe titular d'Acquapendente, Secretari d'Estat; creat cardenal prevere de Santi Simone i Giuda Taddeo a Torre Angela – és el cardenal italià viu més jove;
- Lorenzo Baldisseri, arquebisbe titular de Diocleziana, secretari general del Sínode de bisbes; creat cardenal diaca de Sant'Anselmo all'Aventino;
- Gerhard Ludwig Müller, arquebisbe emèrit de Ratisbona, prefecte de la Congregació de la doctrina de la Fe; creat cardenal diaca de Sant'Agnese in Agone;
- Beniamino Stella, arquebisbe titular de Midila, prefecte de la Congregació per al Clergat; creat cardenal diaca de Santi Cosma e Damiano;
- Vincent Gerard Nichols, arquebisbe de Westminster (Anglaterra), creat cardenal prevere del Santissimo Redentore e Sant'Alfonso in via Merulana;
- Leopoldo José Brenes Solórzano, arquebisbe de Managua (Nicaragua), creat cardenal prevere de San Gioacchino ai Prati di Castello;
- Gérald Cyprien Lacroix, I.S.P.X., arquebisbe de Quebec (Canadà), creat cardenal prevere de San Giuseppe all'Aurelio;
- Jean-Pierre Kutwa, arquebisbe d'Abidjan (Costa d'Ivori), creat cardenal prevere de Santa Emerenziana a Tor Fiorenza;
- Orani João Tempesta, O.Cist., arquebisbe de Rio de Janeiro (Brasil), creat cardenal prevere de Santa Maria Madre della Provvidenza a Monte Verde;
- Gualtiero Bassetti, arquebisbe de Perusa-Città della Pieve (Itàlia), creat cardenal prevere de Santa Cecilia;
- Mario Aurelio Poli, arquebisbe de Buenos Aires (Argentina), creat cardenal prevere de San Roberto Bellarmino;
- Andrew Yeom Soo-Jung, arquebisbe de Seül (Corea del Sud), creat cardenal prevere de San Crisogono;
- Ricardo Ezzati Andrello, S.D.B., arquebisbe de Santiago de Xile (Xile), creat cardenal prevere del Santissimo Redentore a Val Melaina;
- Philippe Nakellentuba Ouédraogo, arquebisbe d'Ouagadougou (Burkina Faso), creat cardenal prevere de Santa Maria Consolatrice al Tiburtino;
- Orlando Beltran Quevedo, O.M.I., arquebisbe de Cotabato (Filipines), creat cardenal prevere de Santa Maria "Regina Mundi" a Torre Spaccata;
- Chibly Langlois, vescovo de Les Cayes (Haití), creat cardenal prevere de San Giacomo in Augusta.

A més dels setze cardenals electors es van creat tres cardenals de més de vuitanta anys "que s'havien distingit pel seu servei a la Santa Seu i a l'Església":
- Loris Francesco Capovilla, arquebisbe titular de Mesembria, prelat territorial emèrit de Loreto (Itàlia); creat cardenal prevere de Santa Maria in Trastevere; mort el 26 de maig de 2016;
- Fernando Sebastián Aguilar, C.M.F., arquebisbe emèrit de Pamplona i Tudela (Espanya), creat cardenal prevere de Sant’Angela Merici;
- Kelvin Edward Felix, arquebisbe emèrit de Castries (Saint Lucia), creat cardenal prevere de Santa Maria de la Salute a Primavalle.

En aquest consistori es creà el cardenal més ancià en el moment del seu nomenament de tota la història de l'Església catòlica: Loris Francesco Capovilla (98 anys, 4 mesos i 8 dies).

## 14 de febrer de 2015
El 4 de gener de 2015, en el transcurs de l'Àngelus, el Papa Francesc donà lectura dels noms dels vint cardenals que crearia al consistori del 14 de febrer de 2015. Entre aquests, quinze eren electors:
- Dominique Mamberti, arquebisbe titular de Sagona, prefecte del Suprem tribunal de la Signatura Apostòlica; creat cardenal diaca de Santo Spirito in Sassia;
- Manuel José Macário do Nascimento Clemente, patriarca de Lisboa (Portugal); creat cardenal prevere de Sant'Antonio in Campo Marzio;
- Berhaneyesus Demerew Souraphiel, C.M., arxieparca d'Addis Abeba dels etíops (Etiòpia); creat cardenal prevere de San Romano martire;
- John Atcherley Dew, arquebisbe de Wellington (Nova Zelanda); creat cardenal prevere de Sant'Ippolito;
- Edoardo Menichelli, arquebisbe d'Ancona-Osimo (Itàlia); creat cardenal prevere del Sacri Cuori de Gesù i Maria a Tor Fiorenza;
- Pierre Nguyễn Văn Nhơn, arquebisbe de Hanoi (Vietnam); creat cardenal prevere de San Tommaso Apostolo;
- Alberto Suárez Inda, arquebisbe de Morelia (Mèxic); creat cardenal prevere de San Policarpo;
- Charles Maung Bo, S.D.B., arquebisbe de Yangon (Myanmar); creat cardenal prevere de Sant'Ireneo a Centocelle;
- Francis Xavier Kriengsak Kovithavanij, arquebisbe de Bangkok (Tailàndia); creat cardenal prevere di Santa Maria Addolorata;
- Francesco Montenegro, arquebisbe d'Agrigent (Itàlia); creat cardenal prevere de  Santi Andrea i Gregorio al Monte Celio;
- Daniel Fernando Sturla Berhouet, S.D.B., arquebisbe de Montevideo (Uruguai); creat cardenal prevere de Santa Galla;
- Ricardo Blázquez Pérez, arquebisbe de Valladolid (Espanya); creat cardenal prevere de Santa Maria in Vallicella;
- José Luis Lacunza Maestrojuán, O.A.R., bisbe de David (Panamá); creat cardenal prevere de San Giuseppe da Copertino;
- Arlindo Gomes Furtado, bisbe de Santiago de Cap Verd (Capo Verde); creat cardenal prevere de San Timoteo;
- Soane Patita Paini Mafi, bisbe de Tonga (Tonga); creat cardenal prevere de Santa Paola Romana; és el cardenal viu més jove.

A més d'aquests quinze cardenals electors es van crear cinc cardenals de més de vuitanta anys "que s'han distingit per la seva caritat pastoral en el servei de la Santa Seu i de l'Església": 
- José de Jesús Pimiento Rodríguez, arquebisbe emèrit de Manizales (Colòmbia); creat cardenal prevere de San Giovanni Crisostomo a Monte Sacro Alto;
- Luigi De Magistris, arquebisbe titular de Nova, pro-penitencier majore emèrit; creat cardenal diaca de Santissimi Nomi di Gesù i Maria in Via Lata;
- Karl-Josef Rauber, arquebisbe titular de Giubalziana, nunci apostòlic emèrit a Bèlgica i Luxemburg; creat cardenal diaca de Sant'Antonio da Padova a Circonvallazione Appia;
- Luis Héctor Villalba, arquebisbe emèrit de Tucumán (Argentina); creat cardenal prevere de San Girolamo a Corviale;
- Júlio Duarte Langa, bisbe emèrit de Xai-Xai (Moçambic); creat cardenal prevere de San Gabriele dell'Addolorata.

En aquest consistori es creà el segon cardenal més ancià de la història en el moment del seu nomenament (després de Loris Francesco Capovilla, creat el 22 de febrer de 2014): José de Jesús Pimiento Rodríguez.

## 19 de novembre de 2016
El 9 d'octubre de 2016, en el transcurs de l'Àngelus, el Papa Francesc anuncià la creació de 13 cardenals electors, als quals concedí la birreta, l'anell i el títol en el consistori del 19 de novembre següent:
- Mario Zenari, arquebisbe titular de Zuglio, nunci apostòlic a Síria; creat cardenal diaca de Santa Maria alle Grazie delle Fornaci fuori porta Cavalleggeri;
- Dieudonné Nzapalainga, C.S.Sp., arquebisbe de Bangui (República Centreafricana); creat cardenal prevere de Sant'Andrea della Valle; és el cardenal viu més jove;
- Carlos Osoro Sierra, arquebisbe de Madrid (Espanya); creat cardenal prevere de Santa Maria in Trastevere;
- Sérgio da Rocha, arquebisbe de Brasilia (Brasil); creat creat cardenal prevere de la Santa Croce in Via Flaminia;
- Blase Joseph Cupich, arquebisbe de Chicago (Estats Units); creat cardenal prevere de San Bartolomeo all'Isola;
- Patrick D'Rozario, C.S.C., arquebisbe de Dacca (Bangladesh); creat cardenal prevere de Nostra Signora del Santissimo Sacramento e santi martiri canadesi;
- Baltazar Enrique Porras Cardozo, arquebisbe de Mérida (Veneçuela); creat creat cardenal prevere de Santi Giovanni Evangelista e Petronio;
- Jozef De Kesel, arquebisbe de Malines-Brussel·les (Bèlgica); creat creat cardenal prevere de Santi Giovanni e Paolo;
- Maurice Piat, C.S.Sp., bisbe de Port-Louis (Maurici); creat cardenal prevere de Santa Teresa al Corso d'Italia;
- Kevin Joseph Farrell, bisbe emèrit de Dallas, prefecte del Dicasteri pels laics, la família i la vida; creat cardenal diaca de San Giuliano Martire;
- Carlos Aguiar Retes, arquebisbe de Tlalnepantla (Mèxic); creat creat cardenal prevere de Santi Fabiano e Venanzio a Villa Fiorelli;
- John Ribat, M.S.C., arquebisbe de Port Moresby (Papua Nuova Guinea); creat cardenal prevere de San Giovanni Battista de' Rossi;
- Joseph William Tobin, C.SS.R., arquebisbe de Newark[5] (Estats Units); creat cardenal prevere de Santa Maria delle Grazie a Via Trionfale.

A aquests se'ls uniren també quatre cardenals de més de vuitanta anys, "un arquebisbe i dos bisbes emèrits que s'han distingit en el transcurs del seu servei pastoral, i un prevere que és un clar testimoni cristià. Representen tant els bisbes i preveres que a tota l'Església edifiquen el Poble de Déu, annunciant l'amor misericordiós de Déu en la cura quotidiana del ramat del Senyor i en la confessió de la fe":
- Anthony Soter Fernandez, arquebisbe emèrit de Kuala Lumpur (Malàisia); creat cardenal prevere de Sant'Alberto Magno;
- Renato Corti, bisbe emèrit de Novara (Itàlia); creat cardenal prevere de San Giovanni a Porta Latina;
- Sebastian Koto Khoarai, O.M.I., bisbe emèrit de Mohale’s Hoek (Lesotho); creat cardenal prevere de San Leonardo da Porto Maurizio ad Acilia;
- Ernest Simoni, prevere de l'arquebisbat de Scutari-Pult (Albània); creat cardenal diaca de Santa Maria della Scala.

## 28 de juny de 2017
El 21 de maig de 2017, el Papa Francesc anuncià un nou consistori per a l'elevació de cinc nous cardenals. Segueix el model establert de nomenar cardenals de les perifèries, nomenant cardenals de El Salvador, Laos, Mali i el primer cardenal escandinau. Tots cinc estan per sota l'edat límit de 80 anys.
- Jean Zerbo, arquebisbe de Bamako, creat cardenal prevere de Sant'Antonio da Padova in via Tuscolana
- Joan Josep Omella i Omella, arquebisbe de Barcelona, creat cardenal prevere de Santa Croce in Gerusalemme
- Anders Arborelius O.C.D., bisbe d'Estocolm, creat cardenal prevere de Santa Maria degli Angeli
- Louis-Marie Ling Mangkhanekhoun, vicari apostòlic de Paksé, creat cardenal prevere de San Silvestro in Capite
- Gregorio Rosa Chávez, bisbe auxiliar de San Salvador, creat cardenal prevere de Santissimo Sacramento a Tor de' Schiavi

## 28 de juny de 2018
El 20 de maig de 2018, en acabar el Regina Cœli, el Papa Francesc anuncià que el 28 de juny següent tindria lloc un consistori per a la creació de 14 nous cardenals:
- Louis Raphaël I Sako, patriarca de Babilònia dels Caldeus, creat cardenal bisbe mantenint el propi títol patriarcal;
- Lluís Francesc Ladaria Ferrer, S.J., arquebisbe titular de Tibica, prefecte de la Congregació de la Doctrina de la Fe, creat cardenal diaca de Sant'Ignazio di Loyola in Campo Marzio;
- Angelo De Donatis, arquebisbe titular de Mottola, vicari general per la diòcesi de Roma, creat cardenal prevere de San Marco;
- Giovanni Angelo Becciu, arquebisbe titular de Roselle, substitut pels afers generals de la Secretaria d'Estat de la Santa Seu, creat cardenal diaca de San Lino;
- Konrad Krajewski, arquebisbe titular de Benevento, almoiner de Sa Santedat, creat cardenal diaca de Santa Maria Immacolata all'Esquilino;
- Joseph Coutts, arquebisbe de Karachi, creat cardenal prevere de San Bonaventura da Bagnoregio;
- António Augusto dos Santos Marto, bisbe de Leiria-Fàtima, creat cardenal prevere de Santa Maria sopra Minerva;
- Pedro Ricardo Barreto Jimeno, S.J., arquebisbe de Huancayo, creat cardenal prevere de Santi Pietro e Paolo a Via Ostiense;
- Désiré Tsarahazana, arquebisbe de Toamasina, creat cardenal prevere de San Gregorio Barbarigo alle Tre Fontane;
- Giuseppe Petrocchi, arquebisbe de l'Aquila, creat cardenal prevere de San Giovanni Battista dei Fiorentini;
- Thomas Aquinas Manyo Maeda, arquebisbe d'Osaka, creat cardenal prevere de Santa Pudenziana.

A més, se'ls uneixen tres cardenals de més de vuitanta anys, "un arquebisbe, un bisbe i un religiós que s'han distingit en el seu servei a l'Església":
- Sergio Obeso Rivera, arquebisbe emèrit de Jalapa, creat cardenal prevere de San Leone I;
- Toribio Ticona Porco, prelat emèrit de Corocoro, creat cardenal prevere de Santi Gioacchino e Anna al Tuscolano;
- Aquilino Bocos Merino, C.M.F., religiós claretià, creat cardenal diaca de Santa Lucia del Gonfalone.

## 5 d'octubre de 2019
L'1 de setembre de 2019, el papa Francesc anuncià que celebraria un consistori de 13 nous cardenals el 5 d'octubre, dels quals 10 eren prou joves com per participar en un conclave. Això faria passar el nombre de cardenals dels 118 als 128, vuit més del límit establert per Pau VI, tot i que ha estat sovint ignorat. El 80è aniversari de 4 cardenals redueix el nombre a 124 pel 15 d'octubre.
Els escollits representen el caràcter internacional de l'Església, incloent prelats de Guatemala i Indonèsia, i a experts en la cura dels migrats i en les relacions amb l'Islam. Els originaris de Luxemburg i Marroc són els primers cardenals originaris d'aquests països. Tres dels nous cardenals són funcionaris curials, incloent un que encara no és bisbe.
- Miguel Ángel Ayuso Guixot M.C.C.J., President del Consell Pontifici per al Diàleg Interreligiós, creat cardenal diaca de San Girolamo della Carità
- José Tolentino Calaça de Mendonça, Bibliotecari i Arxiver de l'Església romana, creat cardenal diaca de Santi Domenico e Sisto;
- Ignatius Suharyo Hardjoatmodjo, Arquebisbe de Jakarta, creat cardenal prevere del Spirito Santo alla Ferratella;
- Juan de la Caridad García Rodríguez, Arquebisbe de Sant Cristòfor de l'Habana, creat cardenal prevere dei Santi Aquila e Priscilla;
- Fridolin Ambongo Besungu O.F.M. Cap., Arquebisbe de Kinshasa, creat cardenal prevere de San Gabriele Arcangelo all'Acqua Traversa;
- Jean-Claude Hollerich S.J., Arquebisbe de Luxemburg, creat cardenal prevere de San Giovanni Crisostomo a Monte Sacro Alto – és el primer cardenal luxemburguès;
- Álvaro Leonel Ramazzini Imeri, Bisbe de Huehuetenango, creat cardenal prevere de San Giovanni Evangelista a Spinaceto;
- Matteo Maria Zuppi, Arquebisbe de Bolonya, creat cardenal prevere de Sant'Egidio;
- Cristóbal López Romero S.D.B., Arquebisbe de Rabat, creat cardenal prevere de San Leone I;
- Michael Czerny S.J., Sots-secretari de la secció de Migrants I Refugiats del Dicasteri per la promoció integral del desenvolupament humà, creat cardenal diaca de San Michele Arcangelo.

D'aquests hi ha tres que ja superen la barrera dels 80 anys:
- Michael Louis Fitzgerald M.Afr., Nunci apostòlic (retirat) i President Emèrit Consell Pontifici per al Diàleg Interreligiós, creat cardenal diaca de Santa Maria in Portico Campitelli;
- Sigitas Tamkevičius S.J., Arquebisbe de Kaunas, creat cardenal prevere de Sant'Angela Merici;
- Eugenio Dal Corso, P.S.D.P. Bisbe emèrit de Benguela, creat cardenal prevere de Sant'Anastasia.

## 28 de novembre de 2020
El 25 d'octubre de 2020, en finalitzar l'Àngelus, el papa Francesc anuncià que el 28 de novembre tindria lloc un consistori per a la creació de nou nous cardenals. Els nou nous cardenals electors són:
- Mario Grech, bisbe emèrit de Gozo, secretari general del Sínode de bisbes; creat cardenal diaca de Santi Cosma e Damiano;
- Marcello Semeraro, arquebisbe-bisbe emèrit d'Albano, prefecte de la Congregació per a les Causes dels Sants; creat cardenal diaca de Santa Maria in Domnica;
- Antoine Kambanda, arquebisbe metropolità de Kigali; creat cardenal prevere de San Sisto – és el primer cardenal originari de Ruanda;
- Wilton Daniel Gregory, arquebisbe metropolità de Washington; creat cardenal prevere de la Immacolata Concezione de Maria a Grottarossa - és el primer cardenal afroamericà;
- Jose Fuerte Advincula, arquebisbe metropolità de Capiz; creat cardenal prevere de San Vigilio;
- Celestino Aós Braco, O.F.M.Cap., arquebisbe metropolità de Santiago del Xile; creat cardenal prevere dei Santi Nereo ed Achilleo;
- Cornelius Sim, bisbe titular de Puzia de Numidia, vicari apostòlic de Brunei; creat cardenal prevere de San Giuda Taddeo Apostolo - és el primer cardenal originari de Brunei;
- Augusto Paolo Lojudice, arquebisbe metropolità de Siena-Colle de Val d'Elsa-Montalcino; creat cardenal prevere de Santa Maria del Buon Consiglio;
- Mauro Gambetti, O.F.M.Conv., elevat a arquebisbe (títol personal) titular de Tisiduo, custodi general del Sacre Convent de Sant Francesc d'Assís; creat cardenal diaca del Santissimo Nome de Maria al Foro Traiano.

A més dels nou cardenals electors, s'anuncià la creació de quatre cardenals més de més de vuitanta anys:
- Felipe Arizmendi Esquivel, bisbe emèrit de San Cristóbal de Las Casas; creat cardenal prevere de San Luigi Maria Grignion de Montfort;
- Silvano Maria Tomasi, C.S., arquebisbe (títol personal) titular d'Asolo, nunci apostòlic emèrit, delegat especial davant el Sobirà orde militar de Malta; creat cardenal diaca de San Nicola in Carcere;
- Raniero Cantalamessa, O.F.M.Cap., predicador de la Casa Pontifícia; creat cardenal diaca de Sant'Apollinare alle Terme Neroniane-Alessandrine;
- Enrico Feroci, elevat a arquebisbe (títol personal) titular de Passo Corese, rector de Santa Maria del Divino Amore a Castel de Leva; creat cardenal diaca de Santa Maria del Divino Amore a Castel de Leva.

En aquest consistori es crearen els primers cardenals originaris de Brunei i de Ruanda. A més, és la primera vegada en que un afroamericà esdevé cardenal. Respecte als consistoris precedents, aquest es caracteritza per una presència major de cardenals italians, dels quals la meitat eren preveres en el moment del seu nomenament. Finalment, és la primera vegada des de 1861 en que un frare conventual esdevé cardenal.

## 27 d'agost de 2022
El 29 de maig de 2022, en acabar el Regina Cœli, el Papa Francesc anuncià que el 27 d'agost següent tindria lloc un consistori per a la creació de 16 nous cardenals:
- Arthur Roche, arquebisbe-bisbe emèrit de Leeds, prefecte del Dicasteri pel culte divi i la disciplina dels sagraments; creat cardenal diaca de San Saba;
- Lazarus You Heung-sik, arquebisbe-bisbe emèrit de Daejeon, prefecte del Dicasteri pel clergat; creat cardenal diaca de Gesù Buon Pastore alla Montagnola;
- Fernando Vérgez Alzaga, L.C., arquebisbe titular de Villamagna de Proconsolare, president de la Pontifícia commissió per l'Estat de la Ciutat del Vaticà i president del Governorat de l'Estat de la Ciutat del Vaticà; creat cardenal diaca de Santa Maria della Mercede e Sant'Adriano a Villa Albani;
- Jean-Marc Aveline, arquebisbe metropolità de Marsella; creat cardenal prevere de Santa Maria ai Monti;
- Peter Ebere Okpaleke, bisbe d'Ekwulobia; creat cardenal prevere dels Santi Martiri dell'Uganda a Poggio Ameno;
- Leonardo Ulrich Steiner, O.F.M., arquebisbe metropolità de Manaus; creat cardenal prevere de San Leonardo da Porto Maurizio ad Acilia;
- Filipe Neri Ferrão, arquebisbe metropolità de Goa i Damão; creat cardenal prevere de Santa Maria in Via;
- Wilton Daniel Gregory, bisbe de San Diego; creat cardenal prevere de San Frumenzio ai Prati Fiscali;
- Virgílio do Carmo da Silva S.D.B., arquebisbe metropolità de Dili, és el primer cardenal originari del Timor Oriental; creat cardenal prevere de Sant'Alberto Magno;
- Oscar Cantoni, bisbe de Como; creat cardenal prevere de Santa Maria "Regina Pacis" a Monte Verde;
- Anthony Poola, arquebisbe metropolità d'Hyderabad; creat cardenal prevere dels Santi Protomartiri a Via Aurelia Antica;
- Paulo Cezar Costa, arquebisbe metropolità de Brasília; creat cardenal prevere dels Santi Bonifacio e Alessio;
- Richard Kuuia Baawobr, bisbe de Wa; creat cardenal prevere de Santa Maria Immacolata de Lourdes a Boccea;
- William Goh Seng Chye, arquebisbe de Singapur; és el primer cardenal originari de Singapur; creat cardenal prevere de Santa Maria "Regina Pacis" in Ostia mare;
- Adalberto Martínez Flores, arquebisbe metropolità d'Asunción; és el primer cardenal originari de Paraguai; creat cardenal prevere de San Giovanni a Porta Latina;
- Giorgio Marengo, bisbe titular de Castra Severiana, prefecte apostòlic d'Ulan Bator, és el cardenal més jove del Sacre Col·legi; creat cardenal prevere de San Giuda Taddeo Apostolo;

A més, se'ls uneixen 4 cardenals de més de vuitanta anys.
- Jorge Enrique Jiménez Carvajal, arquebisbe emèrit de Cartagena; creat cardenal prevere de Santa Dorotea;
- Arrigo Miglio, arquebisbe emèrit de Càller; creat cardenal prevere de San Clemente;
- Gianfranco Ghirlanda S.I., teolog, anterior rector de la Pontificia Universitat Gregoriana; creat cardenal diaca del Santissimo Nome de Gesù;
- Fortunato Frezza, elevat a arquebisbe (títol personal) titular de Treba, canonge de Sant Pere del Vaticà; creat cardenal diaca de Santa Maria in Via Lata.

Conjuntament amb aquest últim, el Papa també havia anunciat la creació del major de 80 anys Lucas Van Looy, S.D.B., bisbe emèrit de Gant, que posteriorment va sol·licitar i obtenir una dispensa del nomenament perquè va ser acusat de haver encobert l'abús sexual durant el seu ministeri.

## 30 de setembre de 2023
El 30 de setembre de 2023 el papa Francesc presidí un consistori per a la creació de 21 nous cardenals, dels quals 18 eren electors i 3 no electors.
La convocatòria del consistori havia estat anunciada el 9 de juliol de 2023, en acabar la pregària de l'Àngelus.
Per primera vegada en el pontificat de Francesc, el consistori va tenir lloc a la plaça de Sant Pere i no a la basílica Vaticana.
Els 18 electors són:
- Robert Francis Prevost, O.S.A., arquebisbe-bisbe emèrit de Chiclayo, prefecte del Dicasteri per als bisbes; creat cardenal diaca de Santa Monica; escollit papa amb el nom de Lleó XIV;
- Claudio Gugerotti, arquebisbe (títol personal) titular de Ravello, prefecte del Dicasteri per a les Esglésies Orientals; creat cardenal diaca de Sant'Ambrogio della Massima;
- Víctor Manuel Fernández, arquebisbe emèrit de La Plata, prefecte del Dicasteri per la doctrina de la fe; creat cardenal diaca de Santi Urbano e Lorenzo a Prima Porta;
- Emil Paul Tscherrig, arquebisbe (títol personal) titular de Voli, nunci apostòlic a Itàlia i a San Marino; creat cardenal diaca de San Giuseppe a Via Trionfale;
- Christophe Pierre, arquebisbe (títol personal) titular de Gunela, nunci apostòlic als Estats Units; creat cardenal diaca de San Benedetto fuori Porta San Paolo;
- Pierbattista Pizzaballa, O.F.M., patriarca de Jerusalem dels Llatins; creat cardenal prevere de Sant'Onofrio;
- Stephen Brislin, arquebisbe metropolità de Ciutat del Cap; creat cardenal prevere de Santa Maria Domenica Mazzarello;
- Ángel Sixto Rossi, S.I., arquebisbe metropolità de Córdoba; creat cardenal prevere de Santa Bernadette Soubirous;
- Luis José Rueda Aparicio, arquebisbe metropolità de Bogotà; creat cardenal prevere de San Luca a Via Prenestina;
- Grzegorz Ryś, arquebisbe metropolità de Łódź; creat cardenal prevere dels Santi Cirillo e Metodio;
- Stephen Ameyu Martin Mulla, arquebisbe metropolità de Giuba – és el primer cardenal originari del Sudan del Sud; creat cardenal prevere de Santa Gemma Galgani;
- José Cobo Cano, arquebisbe metropolità de Madrid; creat cardenal prevere de Santa Maria in Monserrato degli Spagnoli;
- Protase Rugambwa, arquebisbe coadjutor de Tabora; creat cardenal prevere de Santa Maria in Montesanto;
- Sebastian Francis, bisbe de Penang; creat cardenal prevere de Santa Maria Causa Nostrae Laetitiae;
- Stephen Chow Sau-yan, S.I., bisbe de Hong Kong; creat cardenal prevere de San Giovanni Battista de La Salle;
- Francesc Xavier Bustillo, O.F.M.Conv., bisbe de Ajaccio; creat cardenal prevere de Santa Maria Immacolata di Lourdes a Boccea;
- Américo Manuel Alves Aguiar, bisbe electe de Setúbal;[17] creat cardenal prevere de Sant'Antonio da Padova in Via Merulana;
- Ángel Fernández Artime, S.D.B., rector major de la Societat salesiana de Sant Joan Bosco; creat cardenal diaca de Santa Maria Ausiliatrice in via Tuscolana.

I els tres no electors són:
- Agostino Marchetto, arquebisbe (títol personal) titular d'Astigi, secretari emèrit del Consell Pontifici de la pastoral pels migrants i els itinerants; creat cardenal diaca de Santa Maria Goretti;
- Diego Rafael Padrón Sánchez, arquebisbe emèrit de Cumaná; creat cardenal prevere de San Gaetano;
- Luis Pascual Dri, O.F.M Cap., confessor del santuari de Nostra Senyora de Pompeia a Buenos Aires; creat cardenal diaca de Sant'Angelo in Pescheria.

## 7 de desembre de 2024
El 7 de desembre de 2024, el papa Francesc va presidir un consistori per a la creació de 21 nous cardenals, inclosos 20 electors i 1 no elector.
La convocatòria del consistori, prevista inicialment per al 8 de desembre, va ser anunciada pel mateix Pontífex el 6 d'octubre de 2024 , al final de la pregària de l'Àngelus; posteriorment, un avís de l'Oficina de Celebracions Litúrgiques especificava que el consistori se celebraria el 7 de desembre.
El Papa també havia anunciat la creació de monsenyor Paskalis Bruno Syukur, O.F.M., bisbe de Bogor (Indonèsia), com a cardenal, que però posteriorment va sol·licitar i obtenir la dispensa de la nominació. En aquest consistori es va crear el cardenal més antic de la història de l'Església catòlica en el moment del nomenament: Angelo Acerbi (99 anys i 75 dies).
Els vint cardenals electors són:
- Carlos Castillo Mattasoglio, arquebisbe metropolità de Lima; creat cardenal prevere de Santa Maria delle Grazie a Casal Boccone;
- Vicente Bokalic Iglic, C.M., arquebisbe de Santiago del Estero; creat cardenal prevere de Santa Maria Maddalena in Campo Marzio;
- Luis Gerardo Cabrera Herrera, O.F.M., arquebisbe metropolità de Guayaquil; creat cardenal prevere de la Sacra Famiglia di Nazareth a Centocelle;
- Fernando Natalio Chomalí Garib, arquebisbe metropolità de Santiago de Xile; creat cardenal prevere de San Mauro Abate;
- Tarcisius Isao Kikuchi, S.V.D., arquebisbe metropolità de Tòquio; creat cardenal prevere de San Giovanni Leonardi;
- Pablo Virgilio Siongco David, bisbe de Kalookan; creat cardenal prevere de la Trasfigurazione di Nostro Signore Gesù Cristo;
- Ladislav Német, S.V.D., arquebisbe metropolità de Belgrad - és el primer cardinal originari de Sèrbia; creat cardenal prevere de Santa Maria Stella Maris;
- Jaime Spengler, O.F.M., arquebisbe metropolità de Porto Alegre; creat cardenal prevere de San Gregorio Magno alla Magliana Nuova;
- Ignace Bessi Dogbo, arquebisbe metropolità d'Abidjan; creat cardenal prevere de Santi Mario e Compagni Martiri;
- Jean-Paul Vesco, O.P, arquebisbe metropolità d'Alger; creat cardenal prevere del Sacro Cuore di Gesù agonizzante a Vitinia;
- Dominique Joseph Mathieu, O.F.M Conv., arquebisbe de Teheran-Ispahan; creat cardenal prevere de Santa Giovanna Antida Thouret;
- Roberto Repole, arquebisbe metropolità de Torí i bisbe de Susa; creat cardenal prevere de Gesù Divin Maestro alla Pineta Sacchetti;
- Baldassare Reina, arquebisbe (títol personal) titular de Acque di Mauritania, vicari general per la diòcesi de Roma; creat cardenal prevere de Santa Maria Assunta e San Giuseppe a Primavalle;
- Francis Leo, arquebisbe metropolità de Toronto; creat cardenal prevere de Santa Maria della Salute a Primavalle;
- Rolandas Makrickas, arquebisbe (títol personal) titular de Tolentino, arxiprest coadjutor de la basílica de Santa Maria la Major; creat cardenal diaca de Sant'Eustachio;
- Mykola Byčok, C.SS.R, eparca dels  Sants Pere i Pau de Melbourne dels Ucraïnesos; creat cardenal prevere de Santa Sofia a Via Boccea;
- Timothy Radcliffe, O.P, mestre general de l'Orde de Predicadors, teòleg; creat cardenal diaca del Santissimi Nomi di Gesù e Maria in via Lata;
- Fabio Baggio, C.S., arquebisbe (títol personal) titular electe d'Urusi, sots-secretari per la secció de migrants i refugiats del dicasteri pel servei del desenvolupament humà integral; creat cardenal diaca de San Filippo Neri in Eurosia;
- George Jacob Koovakad, arquebisbe titular de Nisibi dels Caldeus, funcionari de la secretaria d'Estat, organitzador dels viatges papals; creat cardenal diaca de Sant'Antonio di Padova a Circonvallazione Appia;
- Domenico Battaglia,[20] arquebisbe metropolità de Nàpols; creat cardenal prevere de San Marco in Agro Laurentino.

El cardenal no elector és:
- Angelo Acerbi, arquebisbe (títol personal) titular de Zella, prelat emèrit del Sobirà Orde Militar de Malta; creat cardenal diaca dels Santi Angeli Custodi a Città Giardino.